# Siemnówek
Siemnówek – wieś w Polsce położona w województwie kujawsko-pomorskim, w powiecie włocławskim, w gminie Lubraniec.

## Współczesność
W latach 1975–1998 miejscowość administracyjnie należała do województwa włocławskiego. Według Narodowego Spisu Powszechnego (III 2011 r.) liczyła 242 mieszkańców. Jest szóstą co do wielkości miejscowością gminy Lubraniec.

## Historia
Siemnówek, nazywany wcześniej też Siemnówko w XIX wieku był częścią dóbr majątku Sułkowo będących w posiadaniu hrabiów Wodzińskich a potem hrabiów Bnińskich.
W drugiej połowie XIX wieku folwark Siemnówek z dworkiem dzierżawił Augustyn Ludwik Świątkowski z Prus (pochowany na cmentarzu parafialnym w Zgłowiączce). Dzierżawca wybudował kuźnie, zasadził drzewa owocowe, rozbudował czworaki i folwark.  W 1910 roku folwark Siemnówek nabył Karanjew, za włókę ziemi w Siemnówku płacono 5700 rubli. W okresie międzywojennym właścicielami folwarku Siemnówek byli: Hofman, Wilczyńska, Nachtigal, Łaski.
We wsi była również suszarnia cykorii. W 1918 właścicielem suszarni był propagator uprawy cykorii inż. Gustaw Stefan Szczawiński, właściciel folwarku w Sułkowie. W kolejnych latach suszarnia zmieniała właścicieli.  